# Sitxovski
Sitxovski (en rus: Сычёвский) és un poble (un khútor) del krai de Stàvropol, a Rússia, que en el cens del 2010 tenia 2 habitants. Pertany al districte rural de Petrovski.